# Platanthera cristata
Platanthera cristata är en orkidéart som först beskrevs av André Michaux, och fick sitt nu gällande namn av John Lindley. Platanthera cristata ingår i släktet nattvioler, och familjen orkidéer. Inga underarter finns listade i Catalogue of Life.

## Bildgalleri

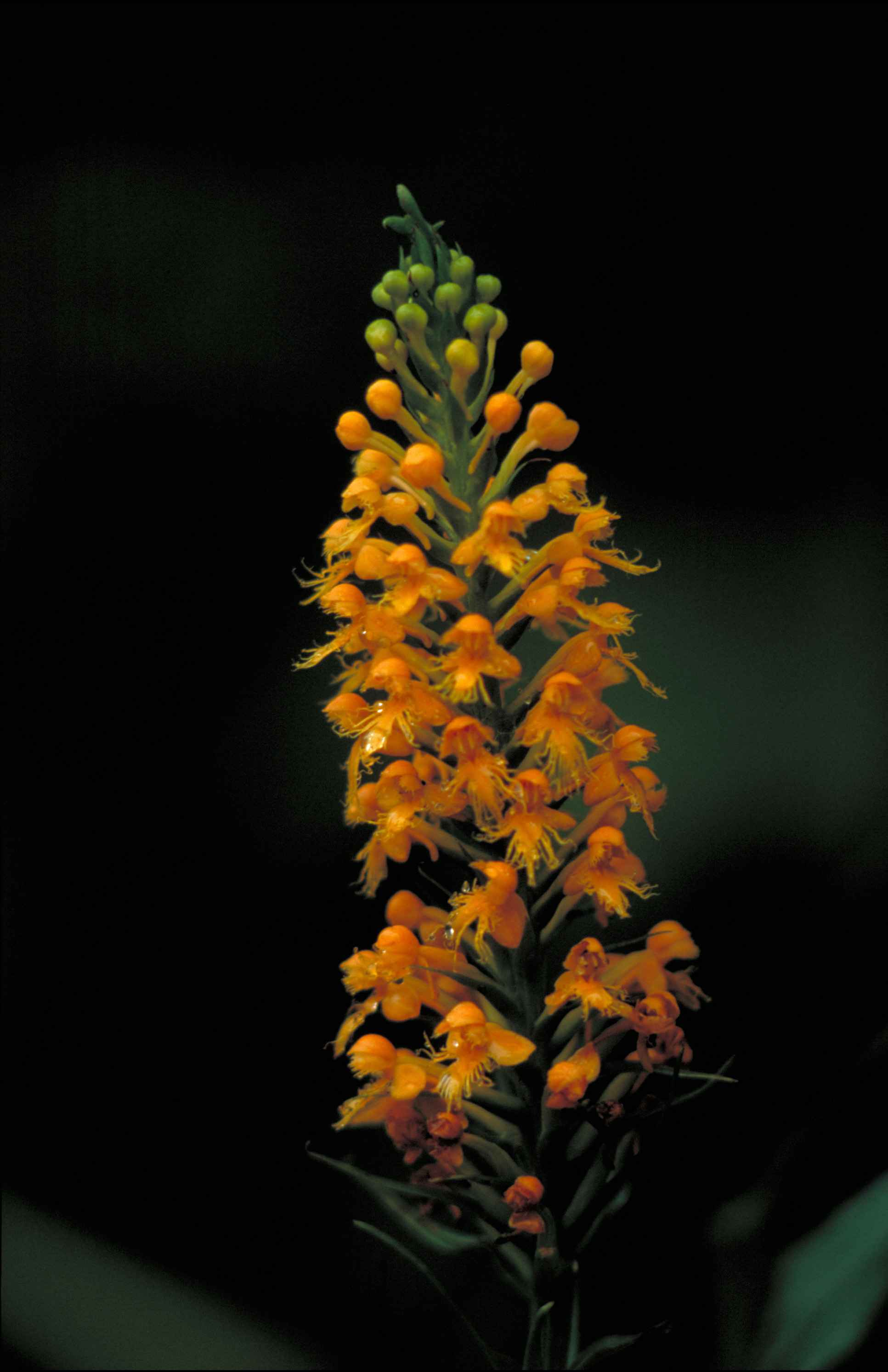
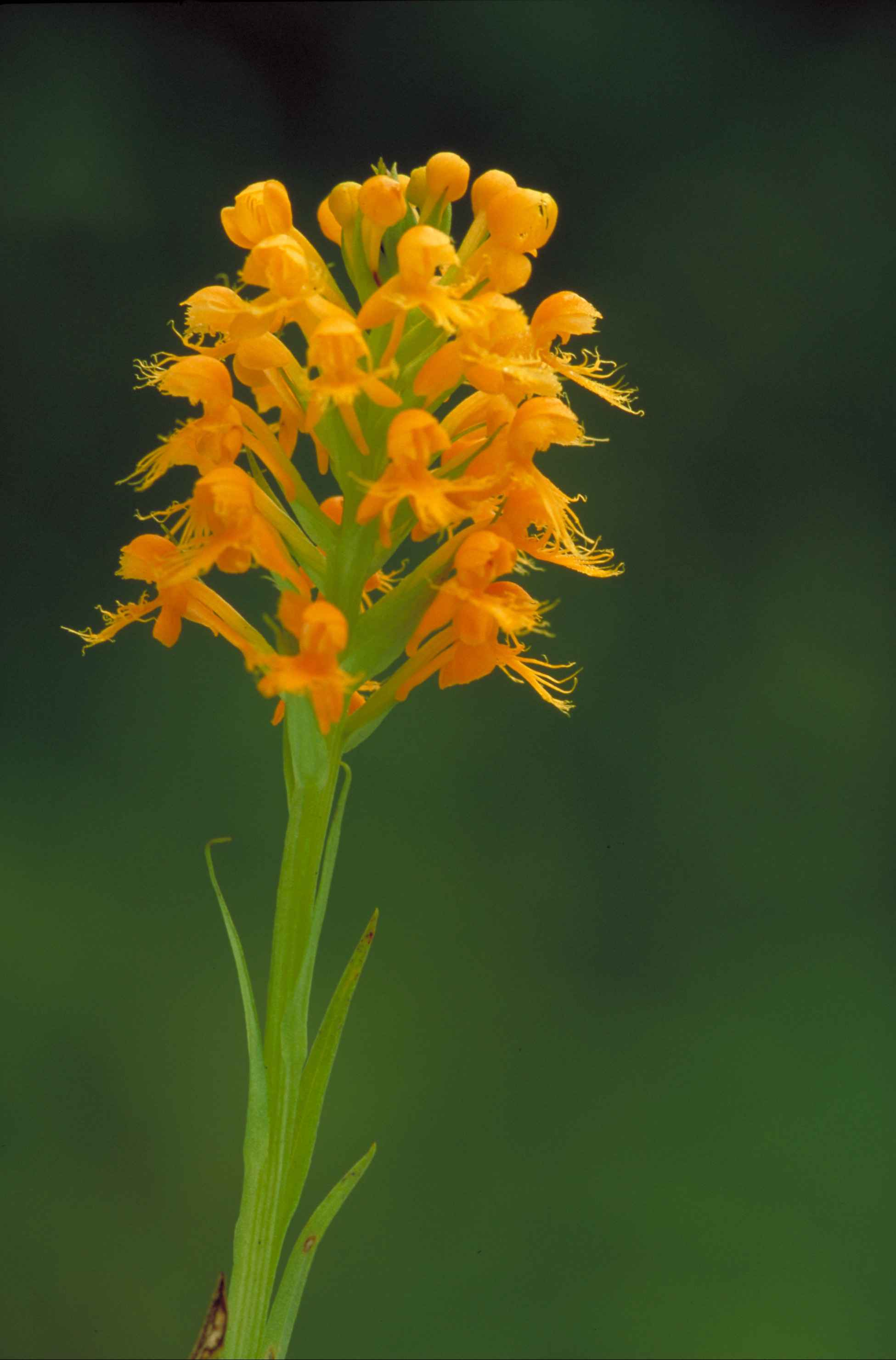